# Coppa CONMEBOL 1993
La Coppa CONMEBOL 1993 è stata la seconda edizione del torneo sudamericano. Alla manifestazione parteciparono 16 squadre e il vincitore fu il Botafogo.

## Formula
Le squadre si affrontano in turni a eliminazione diretta.

## Partecipanti
| Nazione   | Squadra           |
| --------- | ----------------- |
| Argentina | Dep. Español      |
| Argentina | Huracán           |
| Argentina | San Lorenzo       |
| Brasile   | Atlético Mineiro  |
| Brasile   | Botafogo          |
| Brasile   | Bragantino        |
| Brasile   | Fluminense        |
| Brasile   | Vasco da Gama     |
| Cile      | Colo-Colo         |
| Ecuador   | Emelec            |
| Paraguay  | Sp. Luqueño       |
| Perù      | Deportivo Sipesa  |
| Uruguay   | Danubio           |
| Uruguay   | Peñarol           |
| Venezuela | Caracas           |
| Venezuela | Deportivo Táchira |

## Incontri

### Ottavi di finale

#### Andata
| Arbitro: | Lamolina |

|                              |           |  |
| Geovani 2’ (rig.) Valdir 27’ | Marcatori |  |

| Arbitro: | Pérez |

|  |           |             |
|  | Marcatori | 70’ Morovic |

| Guayaquil 11 agosto 1993               | Emelec    | 1 – 0 | Deportivo Sipesa |  |
| \| \| \| \| \| Oste \| Marcatori \| \| |           |       |                  |  |
|                                        |           |       |                  |  |
| Oste                                   | Marcatori |       |                  |  |

| Arbitro: | Cerdeira |

|                     |           |  |
| Ferreyra 43’ (rig.) | Marcatori |  |

| Luque (Paraguay) 11 agosto 1993                    | Sportivo Luqueño | 1 – 1    | Deportivo Español |  |
| \| \| \| \| \| Navarro \| Marcatori \| Barrella \| |                  |          |                   |  |
|                                                    |                  |          |                   |  |
| Navarro                                            | Marcatori        | Barrella |                   |  |

| Arbitro: | Marsiglia |

|               |           |  |
| Wiver 22’ 39’ | Marcatori |  |

| Montevideo 12 agosto 1993 | Danubio | 0 – 0 | San Lorenzo | Centenario,\| Arbitro: \| Escobar \| |
| Arbitro:                  | Escobar |       |             |                                      |

| Niterói 13 agosto 1993, ore 20:40 (UTC−3)                    | Botafogo  | 3 – 1 | Bragantino | Caio Martins (109 spett.) |
| \| \| \| \| \| Sinval Marcelo Carioca \| Marcatori \| Nei \| |           |       |            |                           |
|                                                              |           |       |            |                           |
| Sinval Marcelo Carioca                                       | Marcatori | Nei   |            |                           |

#### Ritorno
| Arbitro: | Hay |

|                                      |                      |                       |
| Vega 2’ 55’ Rubio 35’ Etcheverry 83’ | Marcatori            | 27’ Valdir 68’ Sidnei |
| -                                    | Tiri di rigore 4 – 2 | -                     |

| Arbitro: | Rodríguez |

|          |           |  |
| Díaz 41’ | Marcatori |  |

| Arbitro: | Godói |

|                           |                      |   |
| Chiquinho 13’ Julinho 42’ | Marcatori            |   |
| -                         | Tiri di rigore 2 – 4 | - |

| Buenos Aires 18 agosto 1993                                | Deportivo Español | 1 – 2           | Sportivo Luqueño |  |
| \| \| \| \| \| Caviglia \| Marcatori \| Ferreira Yegros \| |                   |                 |                  |  |
|                                                            |                   |                 |                  |  |
| Caviglia                                                   | Marcatori         | Ferreira Yegros |                  |  |

| Chimbote 19 agosto 1993                                                                                             | Deportivo Sipesa     | 3 – 2           | Emelec | Manuel Gómez Arellano |
| \| \| \| \| \| Dall'Orso 15’ 31’ Hirano 58’ \| Marcatori \| Oste 75’ Garcés \| \| - \| Tiri di rigore 4 – 3 \| - \| |                      |                 |        |                       |
| |                      |                 |        |                       |
| Dall'Orso 15’ 31’ Hirano 58’                                                                                        | Marcatori            | Oste 75’ Garcés |        |                       |
| - | Tiri di rigore 4 – 3 | -               |        |                       |

| Arbitro: | Benegas |

|                       |           |  |
| Netto 15’ Biaggio 71’ | Marcatori |  |

| Bragança Paulista 20 agosto 1993, ore 21:00 (UTC−3)                  | Bragantino | 2 – 3                 | Botafogo | Marcelo Stéfani |
| \| \| \| \| \| Alberto Ludo \| Marcatori \| , Sinval André Duarte \| |            |                       |          |                 |
|                                                                      |            |                       |          |                 |
| Alberto Ludo                                                         | Marcatori  | , Sinval André Duarte |          |                 |

| Arbitro: | Gamboa |

|              |           |               |
| Pelletti 82’ | Marcatori | 55’ Rehermann |

### Quarti di finale

#### Andata
| Luque (Paraguay) 25 agosto 1993                            | Sportivo Luqueño | 3 – 0 | San Lorenzo |  |
| \| \| \| \| \| Yegros Romerito Ferreira \| Marcatori \| \| |                  |       |             |  |
|                                                            |                  |       |             |  |
| Yegros Romerito Ferreira                                   | Marcatori        |       |             |  |

| Arbitro: | Martínez |

|  |           |            |
|  | Marcatori | 64’ Sinval |

| Arbitro: | Crespi |

|                           |           |  |
| Rehermann 1’ Ferreira 84’ | Marcatori |  |

| Arbitro: | Guevara |

|               |           |           |
| Dall'Orso 84’ | Marcatori | 40’ Wiver |

#### Ritorno
| Santiago del Cile 1º settembre 1993                                                     | Colo-Colo            | 2 – 0 | Peñarol | David Arellano (≈30.000 spett.) |
| \| \| \| \| \| Castillo 40’ 72’ \| Marcatori \| \| \| - \| Tiri di rigore 2 – 4 \| - \| |                      |       |         |                                 |
|                                                                                         |                      |       |         |                                 |
| Castillo 40’ 72’                                                                        | Marcatori            |       |         |                                 |
| -                                                                                       | Tiri di rigore 2 – 4 | -     |         |                                 |

| Niterói 2 settembre 1993                                       | Botafogo  | 3 – 0 referto | Caracas | Caio Martins (4.210 spett.) |
| \| \| \| \| \| Rogerinho 9’ 24’ Aléssio 34’ \| Marcatori \| \| |           |               |         |                             |
|                                                                |           |               |         |                             |
| Rogerinho 9’ 24’ Aléssio 34’                                   | Marcatori |               |         |                             |

| Buenos Aires 2 settembre 1993                                                                    | San Lorenzo          | 4 – 1 | Sportivo Luqueño | El Palacio (≈5.000 spett.) |
| \| \| \| \| \| Castellón Zandoná Biaggio \| Marcatori \| \| \| - \| Tiri di rigore 4 – 2 \| - \| |                      |       |                  |                            |
|                                                                                                  |                      |       |                  |                            |
| Castellón Zandoná Biaggio                                                                        | Marcatori            |       |                  |                            |
| -                                                                                                | Tiri di rigore 4 – 2 | -     |                  |                            |

| Arbitro: | Verdun |

|            |           |  |
| Valdir 54’ | Marcatori |  |

### Semifinali

#### Andata
| Arbitro: | Godói |

|                                             |           |            |
| Valdir 15’ Leandro Tavares 52’ Reinaldo 72’ | Marcatori | 42’ Sinval |

| Buenos Aires 9 settembre 1993               | San Lorenzo | 0 – 1     | Peñarol |  |
| \| \| \| \| \| \| Marcatori \| Rodríguez \| |             |           |         |  |
|                                             |             |           |         |  |
|                                             | Marcatori   | Rodríguez |         |  |

#### Ritorno
| Arbitro: | Marsiglia |

|                                           |           |  |
| Sinval 42’ Rogério Pinheiro 64’ Eliel 80’ | Marcatori |  |

| Montevideo 15 settembre 1993                                                                         | Peñarol              | 1 – 2              | San Lorenzo | Centenario |
| \| \| \| \| \| Bengoechea \| Marcatori \| Biaggio Simionatto \| \| - \| Tiri di rigore 4 – 2 \| - \| |                      |                    |             |            |
| |                      |                    |             |            |
| Bengoechea                                                                                           | Marcatori            | Biaggio Simionatto |             |            |
| - | Tiri di rigore 4 – 2 | -                  |             |            |

### Finale

#### Andata
| Arbitro: | Escobar |

| |            | |
| Otero 36’ | Marcatori  | 4’ Perivaldo |
| · Rabajda P · Da Silva D · Gutiérrez D · De los Santos D · Tais D · Perdomo C · Consani C · Baltierra C · Bengoechea C · Ferreyra C · Rehermann C · Otero A · Rodríguez A | Formazioni | · P William · D Perivaldo · D André Santos · D Rogério Pinheiro · D Clei · C China · C Fabiano · C Eliomar · C Aléssio · A Marcos Paulo · A Sinval · A Eliel |
| Pérez | Allenatori | Carlos Alberto Torres |

#### Ritorno
| Arbitro: | Lamolina |

| |                      | |
| Eliel 52’ Sinval 67’ | Marcatori            | 35’ Perdomo 90’ Otero |
| - | Tiri di rigore 3 – 1 | - |
| · William P · Perivaldo D · André Santos D · Cláudio D · Clei D · Eliomar C · Nélson C · Suélio C · Aléssio C · Marcos Paulo A · Marcelo Carioca C · Sinval A · Eliel A | Formazioni           | · P Rabajda · D Da Silva · D Gutiérrez · D De los Santos · D Tais · C Dorta · C Perdomo · A Ferreyra · C Baltierra · C Bengoechea · C Rehermann · A Otero · A Rodríguez |
| Carlos Alberto Torres | Allenatori           | Pérez |